# Campeonato Mundial de Ciclismo de Montaña de 2016
El XXVII Campeonato Mundial de Ciclismo de Montaña se celebró en dos sedes: las competiciones de campo a través en la localidad de Nové Město (República Checa) entre el 28 de junio y el 3 de julio y el resto de competiciones en la localidad de Val di Sole (Italia) entre el 30 de agosto y el 11 de septiembre de 2016, bajo la organización de la Unión Ciclista Internacional (UCI), la Unión Ciclista Checa y la Unión Ciclista Italiana.
Se compitió en 5 disciplinas, las que otorgaron un total de 12 títulos de campeón mundial:
- Descenso (DH) – masculino y femenino
- Campo a través (XC) – masculino, femenino y mixto por relevos
- Campo a través por eliminación (XCE) – masculino y femenino
- Campo a través para 4 (4X) – masculino y femenino
- Trials (TRI) – masculino y femenino

## Resultados

### Masculino
| Evento                                 | Oro                              | Plata                                        | Bronce                         |
| -------------------------------------- | -------------------------------- | -------------------------------------------- | ------------------------------ |
| Descenso (11.09)                       | Danny Hart Reino Unido 3:32,484  | Laurie Greenland Reino Unido 3:35,411        | Florent Payet Francia 3:37,531 |
| Campo a través (03.07)                 | Nino Schurter · Suiza · 1:28:20  | Jaroslav Kulhavý · República Checa · 1:28:37 | Julien Absalon Francia 1:28:50 |
| Campo a través por eliminación (29.06) | Daniel Federspiel · Austria ·    | Simon Gegenheinmer · Alemania ·              | Fabrice Mels · Bélgica ·       |
| Campo a través para 4 (09.09)          | Mitja Ergaver Eslovenia          | Hannes Slavik · Austria ·                    | Luke Cryer Reino Unido         |
| Trials 20″ (02.09)                     | Abel Mustieles · España · 8 pts. | Benito Ros Charral · España · 9 pts.         | Ion Areitio · España · 21 pts. |
| Trials 26″ (03.09)                     | Jack Carthy Reino Unido 9        | Gilles Coustellier Francia 25                | Kenny Belaey · Bélgica · 26    |

### Femenino
| Evento                                 | Oro                                   | Plata                              | Bronce                               |
| -------------------------------------- | ------------------------------------- | ---------------------------------- | ------------------------------------ |
| Descenso (11.09)                       | Rachel Atherton Reino Unido 4:20,187  | Myriam Nicole Francia 4:23,301     | Tracey Hannah Australia 4:29,640     |
| Campo a través (02.07)                 | Annika Langvad Dinamarca 1:30:13      | Lea Davison Estados Unidos 1:31:25 | Emily Batty · Canadá · 1:31:57       |
| Campo a través por eliminación (29.06) | Linda Indergand · Suiza ·             | Kathrin Stirnemann · Suiza ·       | Ramona Forchini · Suiza ·            |
| Campo a través para 4 (09.09)          | Caroline Buchanan Australia           | Franziska Meyer · Alemania ·       | Anneke Beerten · Países Bajos ·      |
| Trials 20″/26″ (02.09)                 | Nina Reichenbach · Alemania · 21 pts. | Janine Jungfels Australia 31 pts.  | Perrine Devahive · Bélgica · 36 pts. |

### Mixto
| Evento                             | Oro                                                                               | Plata                                                                                       | Bronce                                                                     |
| ---------------------------------- | --------------------------------------------------------------------------------- | ------------------------------------------------------------------------------------------- | -------------------------------------------------------------------------- |
| Campo a través por relevos (30.06) | Victor Koretzky Benjamin Le Ny Pauline Ferrand-Prévot Jordan Sarrou Francia 59:49 | Matěj Průdek · Richard Holec · Kateřina Nash · Jaroslav Kulhavý · República Checa · 1:00:05 | Filippo Colombo · Vital Albin · Sina Frei · Lars Forster · Suiza · 1:00:26 |

## Medallero
| Núm. | País            | Oro | Plata | Bronce | Total |
| ---- | --------------- | --- | ----- | ------ | ----- |
| 1    | Reino Unido     | 3   | 1     | 1      | 5     |
| 2    | Suiza           | 2   | 1     | 2      | 5     |
| 3    | Francia         | 1   | 2     | 2      | 5     |
| 4    | Alemania        | 1   | 2     | 0      | 3     |
| 5    | Australia       | 1   | 1     | 1      | 3     |
| 5    | España          | 1   | 1     | 1      | 3     |
| 7    | Austria         | 1   | 1     | 0      | 2     |
| 8    | Dinamarca       | 1   | 0     | 0      | 1     |
| 8    | Eslovenia       | 1   | 0     | 0      | 1     |
| 10   | República Checa | 0   | 2     | 0      | 2     |
| 11   | Estados Unidos  | 0   | 1     | 0      | 1     |
| 12   | Bélgica         | 0   | 0     | 3      | 3     |
| 13   | Canadá          | 0   | 0     | 1      | 1     |
| 13   | Países Bajos    | 0   | 0     | 1      | 1     |
|      | TOTAL           | 12  | 12    | 12     | 36    |